# Retsforbundet
Retsforbundet, tidigare Danmarks Retsforbund, är ett liberalt och EU-kritiskt danskt politiskt parti. 
Partiets grundare inspirerades av filosoferna Henry George och Severin Christensen. 
Politiken bygger på tre grundtankar: frihandel, begränsning av statens makt och full grundskuld. Full grundskuld innebär att statens enda lagenliga intäktskälla är det samhällsskapade mervärde, som av ekonomer kallas jordränta (dvs de samlade värdeökningar på mark och naturresurser, som föreslås indrivas som grundskuld), istället för den individuellt skapade arbetsförtjänst, som beskattas genom skatten på arbete. All inkomstskatt, moms och tull ska därför avskaffas.

## Historia
Retsforbundet bildades den 21 oktober 1919 av anhängare till den amerikanske ekonomen Henry George och folk i kretsen runt rätts- och moralfilosofen Severin Christensen. En del av medlemmarna hade sin bakgrund i Kristeligt-Socialt Forbund, husmansföreningar,  politiska ungdomsförbund samt bland läsare av tidskrifterna Ret och Retsstaten. 
Retsforbundet bildades som en partipolitiskt obunden förening men 1922 bytte man kurs och beslutade sig för att ställa upp i allmänna val. 1924 valdes partiet in i folketinget. Under 1920- och 30-talen hade man en liten folketingsgrupp, oftast med 2-3 medlemmar. Under andra världskriget stödde Retsforbundet samlingsregeringen, utan att själv få någon ministerpost. Folketingsmedlemmen Oluf Pedersen var sekreterare i det så kallade samarbetsutskottet. Efter befrielsen gjorde han sig känd som motståndare till de krav på dödsstraff som framfördes mot tyska kollaboratörer.
Efter kriget motsatte sig det frihandelsvänliga Retsforbundet alla ransoneringar. Man medverkade till att Hans Hedtoft-regeringen föll på frågan om smörransoneringens avskaffande. Partiet gick kraftigt framåt under de kommande åren och efter valet 1953 bestod folketingsgruppen av tolv medlemmar. Under 1950-talet uppfattades Retsforbundet av många närmast som ett borgerligt missnöjesparti.
Retsforbundet ingick i H.C. Hansens regering 1957-1960, tillsammans med Socialdemokratiet och det Radikale Venstre. Retsforbundet hade tre ministrar i regeringen. Under regeringstiden drabbades Danmark av ekonomisk stagnation och vid valet 1960 åkte Retsforbundet ur Folketinget. Först vid "jordskredsvalet" 1973 återfick man representation efter att partiet profilerat sig som EU-kritiskt och liberalt, men åkte åter ut ur Folketinget 1975, för att återvända år 1977. Vid valet 1981 åkte Retsforbundet slutligen ut ur Folketinget, men man har sedan dess periodvis haft representation i EU-parlamentet tack vare paraplyorganisationen Folkebevægelsen mod EF.